# Hequponny
Hequponnyn är en hästras av ponnytyp som utvecklades i Qinghai-, Sichuan- och Gansu-provinserna vid Gula floden i Kina. De utvecklades i bergen på en hög höjd med ett i regel svalare klimat men med fuktiga, varmare somrar. Det finns tre olika varianter av rasen, Jiaode som föds upp i Gansu, Suoke som föds upp i Sichuan och Kesheng i Qinghai. Ponnyerna är starka och lättfödda och används främst till packdjur, transport och ridning men även till lokala kapplöpningar.

## Historia
Hequponnyerna har sitt ursprung i tibetanska ponnyer som fördes till Kina under Tangdynastin (618-917). Kejsaren etablerade ett stuteri i Qinghai för att föda upp lämpliga hästar till armén. Han importerade hästar från västra Asien, bland annat från Fergana som var berömt för sina Ferghanahästar. Även Achaltekeerhästar och arabiska fullblod lär ha importerats. Dessa hästar korsades sedan med de tibetanska hästarna som redan fanns i området och avkommorna kallades då för Nanfanhästar eller Tanghästar. De nya hästarna var ganska ståtliga och hade ett tydligt drag från araben, i och med att de höll svansarna högt när de reds.
Under Yuandynastin (1279-1368) invaderades området av mongolerna och Nanfanhästarna korsades med de hästar som mongolerna hade med sig, bland annat mongoliska ponnyer som var en ättling till den mongoliska vildhästen Przewalski. Många kinesiska hästar korsades med de mongoliska hästarna och utvecklade även andra hästraser som t.ex. Balikunponnyn och Guizhouponnyn.    
1954 ändrades rasens namn från Nanfan till Hequ och tre olika varianter hade fötts upp i de tre provinserna. Idag är Hequponnyerna ganska ovanliga men inte utrotningshotade och är vanliga bland bönder i Kina. Ponnyerna är även populära att använda inom lokal kapplöpning.

## Egenskaper
I genomsnitt är Hequponnyn en ganska primitiv ras som är allt annat än vacker. Halsen är tjock och grov men är oftast underbyggd med så kallad hjorthals och inte böjd som är idealet. Ponnyerna är starka men inte speciellt väl musklade. Huvudet är grovt med en tydligt utåtbuktande nosprofil. Hästarna är oftast bruna, svarta eller gråskimmlar och är runt 135 cm i mankhöjd. 
Hästarna används främst till packning och transport då de besitter en otrolig uthållighet och de kan med lätthet bära mellan 100 och 150 kg på ryggen upp till 50 km på en dag. Ponnyerna används även till ridning och lokalt förekommer även kapplöpningar med ponnyerna. Hequponnyerna mognar oftast redan vid två års ålder och ston kan få sina första föl redan vid tre års ålder. En del ston används enbart som avelsston och kan då få så mycket som 12–13 föl under sin livstid. Hequponnyerna är ofta väldigt fertila och är billiga i drift. 
Hequponnyn finns i tre olika varianter. 
Jiaodetypen är den som främst förekommer i södra Gansuprovinsen. De är mer robusta och har oftast ett större huvud. Hovarna är också något sämre i kvalitet än hos de andra typerna. Jiaodetypen är oftast gråskimmel.
Suoketypen avlas främst i västra Sichuan. Denna typ har kortare ben men har även ärvt den högt satta svansen som den lyfter på när den rör sig, precis som de historiska Tanghästarna. 
Keshengtypen hittast främst utmed gränsen till Mongoliet. Keshengtyperna är oftast något förbättrade genom att man avlat ut dem med ännu fler mongoliska ponnyer.